# 保罗·普赖斯
保罗·普赖斯（英語：Paul Price，1976年5月6日—），澳大利亚男子壁球运动员。他曾代表澳大利亚参加2002年英联邦运动会壁球比赛，获得男子双打铜牌。